# Bhoganahalli, Bangalore South
Bhoganahalli là một làng thuộc tehsil Bangalore South, huyện Bangalore Urban, bang Karnataka, Ấn Độ.